# Antoni Ortiz Ramírez

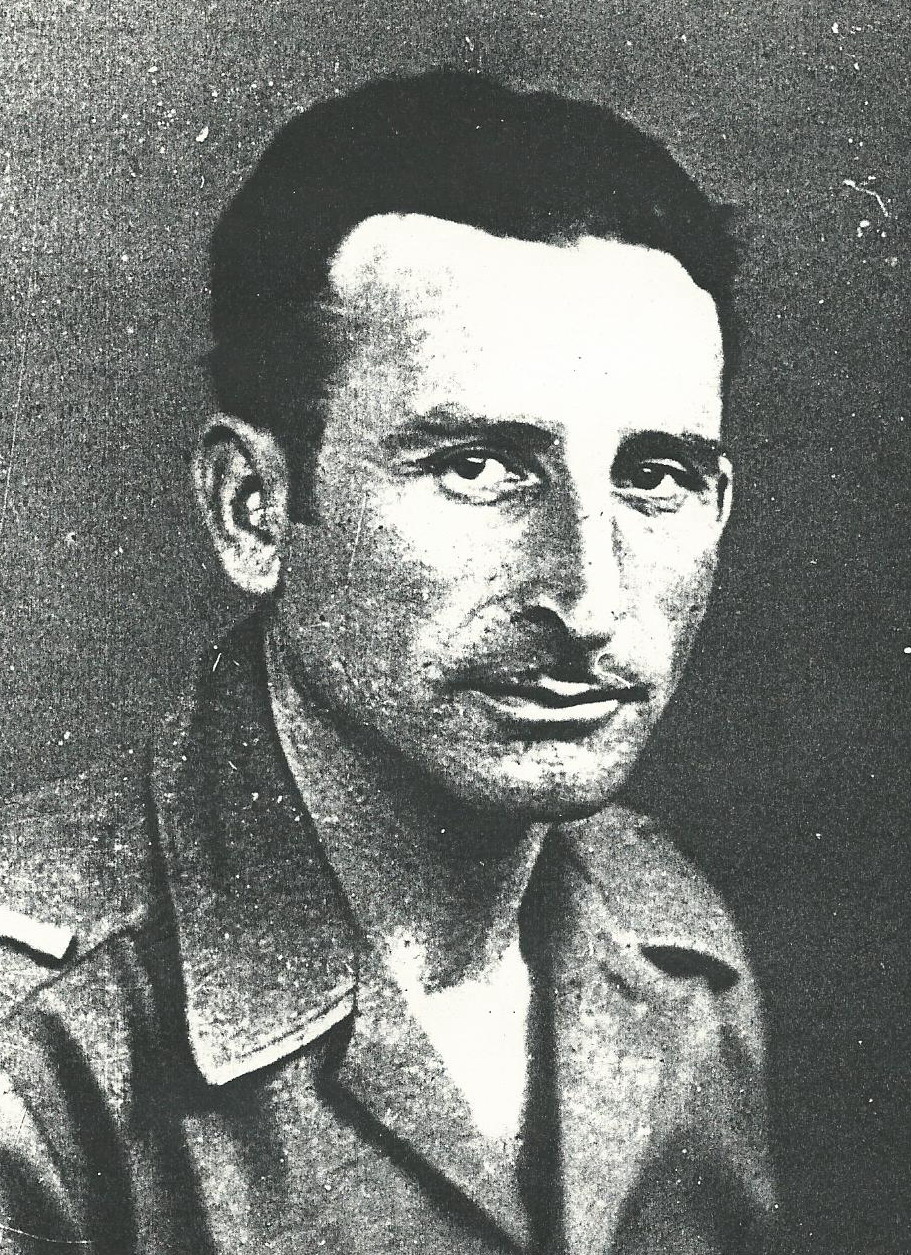
Antonio Ortiz, 1943

Antonio Ortiz Ramírez (Barcelona, 13 d'abril de 1907 –2 d'abril de 1996) fou un fuster-ebenista de professió, militant de la CNT i membre del grup d'afinitat "Nosotros", comandant de la 25a divisió republicana i oficial de l'exèrcit francès.

## Biografia

### Infància i adolescència
Va néixer al barri de Poblenou de pares emigrats des de Pedralba (Serrans). Va cursar estudis elementals que va abandonar prematurament, als onze anys, per atendre les necessitats familiars. Des d'aquesta edat va treballar en diferents fusteries i encara simultani durant algun temps treball i estudis. En 1921, amb catorze anys, es va afiliar al Sindicat de la Fusta de la CNT.

### La República
Amb la caiguda de la Dictadura de Primo de Rivera i la proclamació de la Segona República Espanyola, la CNT experimenta una gran expansió. L'organització anarcosindicalista viu en aquells dies un aferrissat debat entre trentistes i faïstes. Ortiz és afí a la tendència faista, de la qual són notables representants Buenaventura Durruti i Joan García Oliver. Publica alguns articles en el portaveu oficial de la CNT, Solidaridad Obrera, i accepta responsabilitats en el Sindicat de la Fusta, del que n'és nomenat president en 1932. Per aquest temps es va viure una duríssima vaga en negar-se la patronal a atendre les reivindicacions dels ebenistes que es concretaven, resumides, en jornada de 44 hores setmanals, en lloc de les 48 vigents; que les eines anessin a càrrec dels patrons; abolició de tota festa intersetmanal a excepció del dia 1 de Maig. La vaga és especialment dura i perllongada, des de novembre de 1932 fins a abril de 1933, en el transcurs del qual van ser detinguts molts vaguistes, inclòs Ortiz.
Entra a formar part del grup "Nosotros", grup d'afinitat anarquista integrat en la FAI, continuació de Los Solidarios, al costat de Durruti, García Oliver, Francisco Ascaso, Gregorio Jover Cortés, Ricardo Sanz, José Pérez Ibáñez El Valencia, Quico Sabaté i Aurelio Fernández Sánchez i desenvolupa una intensa activitat sindical i política.

### La Guerra Civil
La revolta militar feixista de juliol de 1936 que va conduir a la Guerra Civil espanyola (1936-1939) va produir una mobilització general de la CNT en la qual Ortiz va tenir un destacat protagonisme, sobretot en la sufocació del cop d'estat a Barcelona, compromès en primera línia igual que els altres membres del grup "Nosotros". El 24 de juliol de 1936 surt de Barcelona al capdavant d'uns 800 homes en direcció a Casp, en les rodalies dels quals està la línia del front. Aquesta expedició es coneix amb el nom de “Segona Columna”, "Columna Sud-Ebre", "Columna Roja i Negra" o "Columna Ortiz", i va anar creixent a mesura que absorbia molts grups espontanis i desorganitzats.

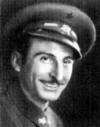
Antoni Ortiz Ramírez

Amb la militarització imposada pel govern republicà, les milícies i en general tot el moviment llibertari, perden protagonisme. El 15 d'abril de 1937 el front d'Aragó es reorganitza i Ortiz passa a ser cap de la 25 Divisió. Fins llavors la Columna Ortiz estava fermament compromesa amb els canvis socials i polítics produïts a Aragó, del Consell dels quals de Defensa era president Joaquín Ascaso Budría. Les tensions produïdes per la tasca anti-col·lectivista dels militars addictes al Partit Comunista d'Espanya, exemplificada en l'actuació del general Enrique Líster, van conduir, primer a la dissolució del Consell d'Aragó, i després a la detenció d'Ascaso sota l'acusació, mai provada, d'haver-se confiscat de béns públics. Ortiz se solidaritza en tot moment amb Ascaso i viu així uns dels episodis més esquinçadors i dramàtics de la Guerra Civil. El 14 de setembre de 1937, Ortiz és destituït com a cap de la 25 Divisió i li substitueix en el càrrec Miguel García Vivancos. Entre setembre de 1937 i febrer de 1938 roman a Barcelona a l'espera de destinació militar. Al desembre de 1937 ingressa a l'Escola Popular d'Estat Major en la qual es llicencia cinquè en una promoció de seixanta aspirants. Finalment, al febrer de 1938, se li assigna destinació a la frontera francesa, prop de la Seu d'Urgell.

### L'exili
La CNT està dividida profundament i Barcelona sofreix els bombardejos feixistes, la desmoralització condeix. El distanciament entre Ortiz i els responsables de la CNT, particularment amb Marià Rodríguez i Vázquez “Marianet”, Santillán i García Oliver, porta a seriosos enfrontaments verbals. La posició pirinenca és precària i Ortiz creu fonamentadament que des del Partit Comunista i fins i tot des de la seva mateixa Organització li tendeixen paranys per assassinar-lo. És destituït del comandament de la divisió i el 5 de juliol de 1938 passa a França al costat d'onze dels seus col·laboradors, entre ells Joaquín Ascaso Budría. El govern republicà insta al govern francès perquè processi als evadits per deserció i robatori de béns públics, petició que no prospera i que exigeix d'Ortiz i Ascaso explicacions que amb prou feines tenen ressò entre les bases confederals, notablement influïdes per Federica Montseny, Segundo Blanco, Marià Rodríguez Vázquez “Marianet” i Joan García Oliver. Ortiz va acusar als dirigents confederals d'haver intentat assassinar-lo. Els escapolits són detinguts primer i després dispersats a França; Ortiz ingressa al febrer de 1939 en el camp de concentració de Sant Cebrià de Rosselló i més tard en el de Vernet, on rep la notícia que el 10 de maig de 1940 s'ha produït la invasió de França per l'exèrcit de Hitler.

### La Segona Guerra Mundial
Els internats en el Camp de Vernet tinguts com més revolucionaris i intransigents van ser deportats a Algèria pel govern francès perquè treballessin al ferrocarril. Alliberat després del desembarcament aliat al nord d'Àfrica, s'enrola el desembre de 1942 en l'exèrcit francès com a voluntari per tota la durada de la guerra. Participa en diverses batalles enfront de l'Afrika Korps alemany i és ascendit a sergent. Embarca per a França on es produeix el primer desembarcament aliat; integrat en l'exèrcit francès avança per Ais de Provença i Lió, rebent diverses distincions dels seus comandaments. La seva participació més rellevant es produeix en l'alliberament de Belfort, la qual cosa li val una distinció signada per Charles de Gaulle. El cos en el qual està integrat Ortiz prossegueix la seva ofensiva fins a territori alemany, presa de Karlsruhe i Pforzheim, on és ferit i evacuat.

### Exili a Veneçuela
Després de la fi de la guerra i amb la desmobilització Ortiz va muntar una serradora en Sabardu (Alta Garona) al costat del seu amic José Pérez Ibáñez “El Valencia”. El novembre de 1948 a bord d'una avioneta en la qual també viatja “El Valencia” participa en un atemptat frustrat contra Francisco Franco a Sant Sebastià. Al febrer de 1951 la premsa francesa dona la notícia del descobriment de l'avioneta i exposa diverses hipòtesis forassenyades que comprometen la seva seguretat. Ortiz decideix emigrar a Amèrica Llatina, viu a Bolívia i a Perú i en 1955 s'instal·la a Veneçuela, on munta una fusteria. En 1987 va tornar a Barcelona, on va aconseguir que se li reconegués un sou com a sergent de l'exèrcit republicà. En 1995 els historiadors José Manuel Márquez i Juan José Gallardo van mantenir diverses entrevistes amb ell i van tenir accés al seu arxiu personal, la qual cosa va donar origen a una excel·lent biografia del personatge que és, a més, un repàs documentat i molt complet dels esdeveniments polítics i bèl·lics viscuts a la zona republicana i particularment en la CNT i els mitjans anarquistes en general. La publicació de la biografia permet conèixer altres punts de vista del viscut en els mitjans anarquistes més enllà de les tesis oficialistes que van tractar de silenciar Ortiz i sempre van donar d'ell una imatge controvertida, de persona difícil i problemàtica. La biografia té també la qualitat d'eixamplar els horitzons d'uns debats necessàriament complexos. Va morir en una residència d'ancians del barri de la Verneda (Barcelona) i va llegar el seu cos a la investigació mèdica.